# Polybios

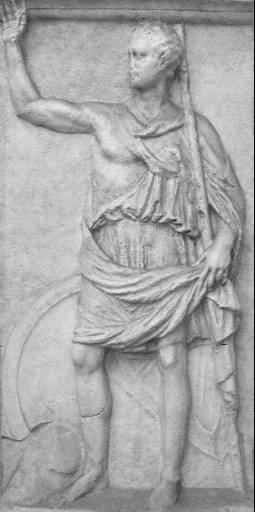
„Stele des Polybios“

Polybios (altgriechisch Πολύβιος, auch Polybios von Megalopolis; * um 200 v. Chr. in Megalopolis auf der Peloponnes; † um 120 v. Chr. vermutlich auf der Peloponnes) war ein antiker griechischer Geschichtsschreiber, der durch sein Hauptwerk, die teilweise erhaltenen Historíai, berühmt wurde. Darin beschreibt er in ursprünglich 40 Büchern die Universalgeschichte Roms über den Zeitraum vom Beginn des Ersten Punischen Krieges bis zur Zerstörung Karthagos und Korinths (264 v. Chr. bis 146 v. Chr.). Polybios, der zunächst Politiker gewesen war, ist (neben dem späteren Diodor) der einzige hellenistische Zeithistoriker, von dessen Werk größere Abschnitte überliefert sind. Seine im Buch 6 der Historien beschriebene Theorie des Verfassungskreislaufs ist ein Klassiker republikanischen Denkens, der die spätere Politiktheorie stark prägte.

## Leben
Polybios stammte aus einer vornehmen Familie aus Megalopolis in Arkadien. Sein Vater Lykortas war zeitweise Stratege im Achaiischen Bund. Polybios war im Achaiischen Bund selbst politisch und militärisch tätig. 170/169 v. Chr. war er Hipparch des Achaiischen Bundes und wurde 167 v. Chr. nach Beendigung des Dritten Makedonischen Krieges als einer von 1000 deportierten Aristokraten nach Rom gebracht. Die Deportierten galten nicht als Feinde Roms, die Maßnahme diente vielmehr dazu, Griechenland politisch zu beruhigen. Daher wurden Männer wie Polybios in Italien durchaus ehrenvoll behandelt.
Polybios war prominent genug, um Aufnahme im Haus des römischen Feldherrn Lucius Aemilius Paullus Macedonicus zu finden. Dieser stammte aus einem der vornehmsten römischen Geschlechter und vertraute ihm bald die Erziehung seiner beiden Söhne an. Polybios wurde so zum Freund und Berater des jüngeren Scipio. Die hieraus gewonnenen Einsichten veranlassten Polybios dazu, ein Werk über den Aufstieg Roms zur Weltmacht zu schreiben, von dem er sehr beeindruckt war.
Im Jahr 151 v. Chr. fasste der römische Senat den Beschluss, den überlebenden achaiischen Politikern 16 Jahre nach ihrer Deportation nach Italien die Rückkehr in ihre griechische Heimat zu gestatten. Zunächst kehrte auch Polybios nach Griechenland zurück. Er schloss sich aber bald darauf Scipio Africanus dem Jüngeren wieder an und nahm als dessen Berater am Dritten Punischen Krieg teil. Er erlebte so unter anderem den Untergang Karthagos im Jahre 146 v. Chr. Nachdem zuvor ein Krieg zwischen dem Achaiischen Bund und der Römischen Republik ausgebrochen war, ging Polybios wieder nach Griechenland. Nach der endgültigen Niederlage der Achaier (ebenfalls im Jahr 146 v. Chr.: Zerstörung Korinths) wurde er von mehreren Poleis damit beauftragt, ihnen neue, den Römern genehme Verfassungen zu geben. Hintergrund dürfte sein hohes Ansehen bei den Römern gewesen sein. Er konnte tatsächlich günstige Bedingungen für seine besiegten Landsleute aushandeln, die ihn dafür mit mehreren Standbildern ehrten.
|   | 1 | 2 | 3 | 4   | 5   |
| - | - | - | - | --- | --- |
| 1 | A | B | C | D   | E   |
| 2 | F | G | H | I/J | K   |
| 3 | L | M | N | O   | P   |
| 4 | Q | R | S | T   | U/V |
| 5 | W | X | Y | Z   |     |

Polybios könnte Scipio auch noch in den Jahren 134/133 v. Chr. beim Krieg gegen Numantia begleitet haben. Die restlichen Jahre seines Lebens widmete sich Polybios dann der Schriftstellerei und setzte sein Werk, das ursprünglich wohl 167 geendet hatte, bis ins Jahr 146 fort. Er starb um 120.
Neben seinen Leistungen als Geschichtsschreiber ist er als Namensgeber der Polybios-Chiffre bekannt, die zur Nachrichtenübermittlung und Kryptographie anwendbar war. Auch der Mondkrater Polybius und der Asteroid (6174) Polybius sind nach ihm benannt.

## Werk

### Inhalt: Universalgeschichte
Polybios verfasste neben einigen verlorenen Werken sein Hauptwerk Historíai. Hierbei handelt es sich um eine Universalgeschichte in griechischer Sprache, die in 40 Büchern die Zeit von 264 v. Chr. bis 146 v. Chr., hauptsächlich aber den Zeitraum von 220 v. Chr. bis 168 v. Chr. (Bücher 3–29) behandelt. Erhalten sind davon die ersten fünf Bücher und Auszüge aus den restlichen. Die Bücher 30–39, die vermutlich später entstanden, behandeln dann den Zeitraum von 167 bis 146/145, wobei Buch 34 eine Geographie des damaligen Weltkreises beinhaltet.
Polybios wollte seinen Lesern erklären, wie und warum in weniger als hundert Jahren Rom zur Weltmacht aufzusteigen vermochte. Für ausschlaggebend hielt er dabei die Verfassung und das Heerwesen der Römer. In Buch 6, das die Verfassung der Römischen Republik darstellt, nutzt er in konkreten Einzelzügen und vorläuferhaft politiksoziologisch die maßgeblich von Platon und Aristoteles entwickelte Theorie vom Kreislauf der Verfassungen, die später von Cicero im philosophischen Werk De re publica sowie von Niccolò Machiavelli und anderen aufgegriffen wurde. Hier erörtert er die verschiedenen Regierungsformen (Monarchie, Aristokratie, Demokratie) mittels empirischer Vergleiche bestehender Verfassungen und nicht anhand von Denkmodellen, mit deutlicher Wendung gegen Platon: Er wolle Menschen und nicht Statuen von Menschen beschreiben. Er kam zum Schluss, dass die Kombination der Elemente aus den drei Formen in der römischen Verfassung optimal sei, urteilte aber dennoch, dass eine jede Verfassung einmal untergehe. Rom habe Karthago und die Griechen aus zwei Gründen bezwungen: Zum einen sei es zum Zeitpunkt der Konflikte im Gegensatz zu Karthago keine Demokratie, sondern eine Aristokratie gewesen, in der nicht das Volk, sondern die Elite die Entscheidungen getroffen habe.  Zum anderen sei Rom im Gegensatz zu den Griechen frei von Stásis (Bürgerkrieg) und habe daher auch in Krisen seine innere Eintracht nicht eingebüßt. Polybios’ Darstellung des Verfassungskreislaufs gab der späteren Politiktheorie und dem Republikanismus wichtige Impulse und beeinflusste unter anderem auch Montesquieu und die Autoren der amerikanischen Verfassung.
Die moderne Forschung greift einerseits oft auf die polybianische Darstellung der römischen Verfassung zurück, hat aber andererseits herausgearbeitet, dass der Geschichtsschreiber Rom letztlich mit griechischen Augen sah und daher mehrere Aspekte fehlinterpretierte. Die Quellen, die Polybios für sein Werk heranzog, waren dabei wohl recht vielfältig. Polybios erwähnt mehrere Autoren, die er teils auch kritisiert, unter anderem Ephoros von Kyme, Theopompos, Kallisthenes von Olynth oder Philinos von Akragas. Kritik übte Polybios auch an verschiedenen prokarthagischen Geschichtsschreibern, namentlich an Chaireas und Sosylos, die er möglicherweise aber dennoch benutzt hat. Ein Papyrusfragment belegt zudem, dass die Kritik des Polybios an Sosylos ungerechtfertigt ist.
| Bücher | Status    | Zeitspanne      | Inhalt |
| ------ | --------- | --------------- | --- |
| 1      | Erhalten  | 264–237 v. Chr. | Erster Punischer Krieg, Söldnerkrieg. |
| 2      | Erhalten  | 237–218 v. Chr. | Ausdehnung Karthagos in Iberien, Römisch-gallische Kriege und Kleomenischer Krieg.                                                                                              |
| 3      | Erhalten  | 218–216 v. Chr. | Beginn des Zweiten Punischen Krieges, inklusive Hannibals Alpenüberquerung. Gefecht am Ticinus, Schlacht an der Trebia, Schlacht am Trasimenischen See und Schlacht von Cannae. |
| 4      | Erhalten  | 220 v. Chr.     | Bundesgenossenkrieg. |
| 5      | Erhalten  | 219–217 v. Chr. | Bundesgenossenkrieg, Vierter Syrischer Krieg inklusive Schlacht bei Raphia. |
| 6      | Fragmente | /               | Beschreibung der römischen Verfassung und Vergleich mit anderen Verfassungen (insbesondere Karthago und Sparta), Verfassungskreislauf.                                          |
| 7–15   | Fragmente | 216–202 v. Chr. | Fortsetzung und Ende des Zweiten Punischen Krieges mit der Schlacht von Zama, Erster Makedonisch-Römischer Krieg.                                                               |
| 16–21  | Fragmente | 202–188 v. Chr. | Fünfter Syrischer Krieg, Zweiter Makedonisch-Römischer Krieg und Römisch-Syrischer Krieg.                                                                                       |
| 22–34  | Fragmente | 188–149 v. Chr. | Verschiedene Angelegenheiten, Dritter Makedonisch-Römischer Krieg und Sechster Syrischer Krieg.                                                                                 |
| 35–40  | Fragmente | 149–146 v. Chr. | Dritter Punischer Krieg und Zerschlagung des Achaiischen Bundes. |

### Methode: Pragmatische Geschichtsschreibung
Innerhalb seiner Universalgeschichte erörtert Polybios auch Methoden der Geschichtsschreibung und nennt Anforderungen, die Historiker zu erfüllen haben. In diesem Zusammenhang prägt Polybios den Begriff der pragmatischen Geschichtsschreibung (pragmatike historia). Deren Ziel sei die Belehrung durch die Darstellung von Taten und Sachverhalten. Er grenzt diesen Begriff zu Beginn des 9. Buches von der Beschreibung von Stammesverwandtschaften und Kolonisationen ab.
Der pragmatische Geschichtsschreiber möchte dem Leser den Geschichtsverlauf verständlich machen. Dieser soll aus den aufgezeigten vielschichtigen Kausalitäten Schlüsse für sein künftiges Handeln ziehen können. Somit richtet sich die pragmatische Geschichtsschreibung in erster Linie an Politiker und militärische Befehlshaber. Sie umfasst drei Teile, die mit spezifischen Anforderungen einhergehen. Zunächst soll der Geschichtsschreiber die Quellen studieren und bearbeiten. Aufgrund der Komplexität der Ereignisse sei man auch bei selbsterlebter Geschichte darauf angewiesen, Erkundigungen einzuziehen.
Der zweite Teil umfasst die Kenntnis der topographischen Begebenheiten. Dies sei eine wesentliche Voraussetzung für die Kriegsgeschichtsschreibung. Dazu müsse der Geschichtsschreiber die Örtlichkeiten und Schauplätze besichtigen und sich mit geographischen Eigentümlichkeiten und Entfernungen vertraut machen. In diesem Zusammenhang kritisiert er insbesondere Timaios von Tauromenion. Dieser begnügte sich nach eigenen Angaben mit einem fünfzigjährigen Bücherstudium in Athen.
Der dritte Teil verlangt vom Geschichtsschreiber den Nachweis politischer und militärischer Taten. Polybios war selbst Staatsmann und Feldherr. Er war daher der Auffassung, nur jemandem mit entsprechenden Erfahrungen gelänge eine zutreffende Darstellung. Polybios’ eigenes historisches Werk erfüllt die von ihm gestellten Kriterien häufig nicht. Deutlich zeigt sich dies in seiner Kritik an den früheren Geschichtsschreibern: Einige Kritikpunkte erweisen sich als paradox. Andere Kritikpunkte lassen die von ihm geforderte Vertrautheit mit geographischen Gegebenheiten vermissen (vgl. hierzu die Kritik am Geschichtsschreiber Kallisthenes).

## Moderne Bewertung

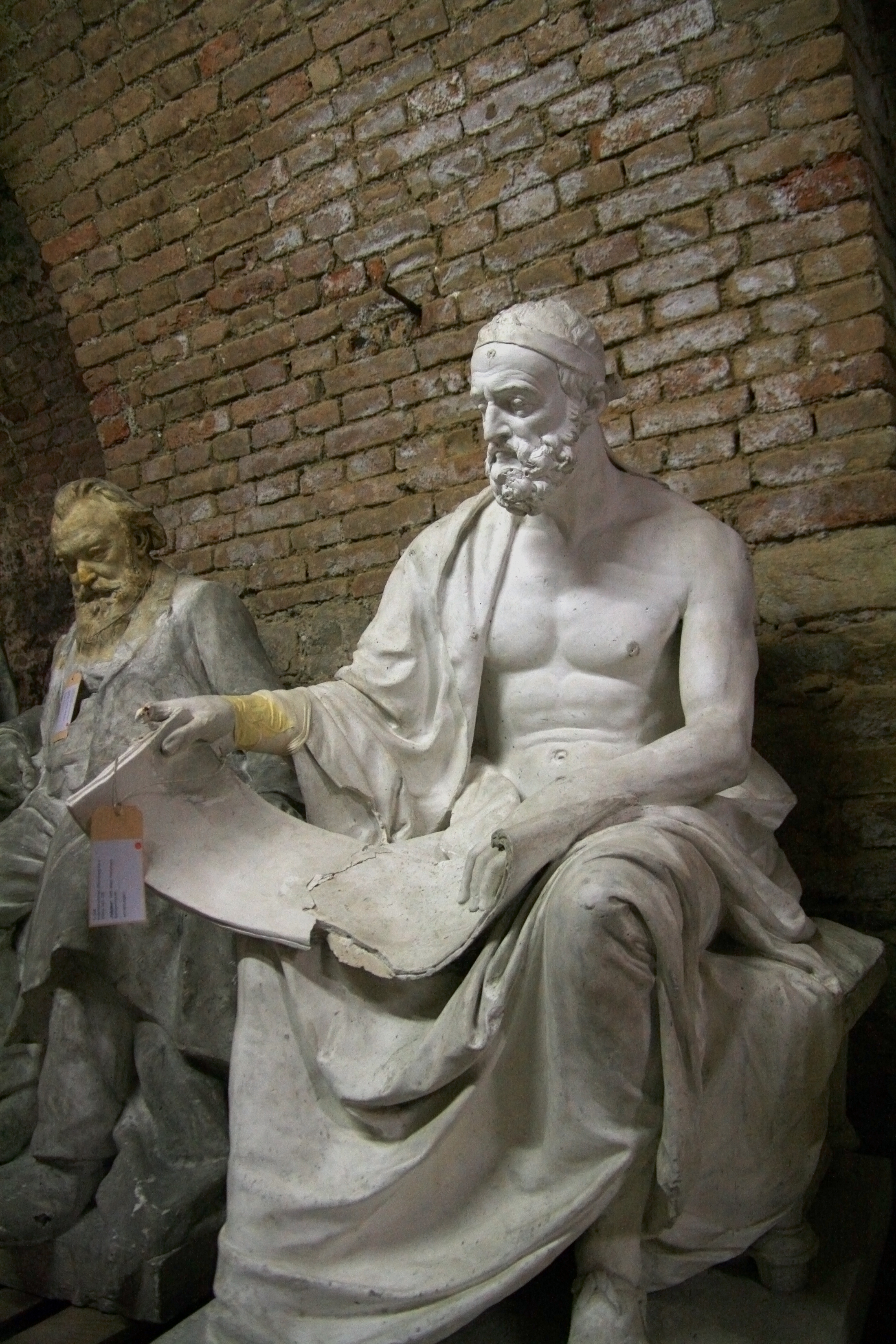
Gipsmodell für die historisierende Darstellung des Polybios an der Rampe des Parlamentsgebäudes in Wien (Alois Düll 1899)

Die Bewertung der Zuverlässigkeit und Vertrauenswürdigkeit der polybianischen Darstellung schwankt in der modernen Forschung erheblich. Während Historiker wie Gustav Adolf Lehmann und Boris Dreyer eine sehr optimistische Position vertreten und Polybios für eine außergewöhnlich belastbare, um Objektivität bemühte Quelle halten, weisen andere Gelehrte darauf hin, dass er, genau wie alle anderen antiken Geschichtsschreiber, durchaus ein Interesse daran hatte, dem Leser eine ganz bestimmte Lesart der geschilderten Ereignisse nahezulegen. Ein Beispiel hierfür ist seine Parteinahme für die Achaier und gegen die Aitoler. Überdies war Polybios, wie jeder antike oder moderne Autor, bestimmten Diskursen verpflichtet, die seine Darstellung beeinflussten; zum Beispiel schwankt seine Bewertung der Demokratie sehr stark: Einerseits preist er die Verfassung des Achaiischen Bundes als vorbildliche Demokratie, andererseits macht er die seines Erachtens demokratische Verfassung Karthagos dafür verantwortlich, dass die in seinen Augen aristokratisch regierte Römische Republik die Punischen Kriege gewonnen habe, da eine Demokratie einer Aristokratie grundsätzlich unterlegen sei.
In seinen Werken orientiert sich Polybios oft an seinem Vorbild Thukydides, da auch er für sich in Anspruch nimmt, die kritische und nüchterne Beobachtung und die Befragung der Zeitzeugen in  den Vordergrund zu rücken. Aus ihnen versucht er, Einsicht in Ursachen und Zusammenhänge zu gewinnen und sich so der historischen Wahrheit zu nähern. Während Thukydides im Unterschied zu Herodot vorrangig den Teil der Geschichte, den er persönlich erlebte, geschildert hatte, wählt Polybios einen Mittelweg, indem er seine Erzählung etwa 25 Jahre vor der eigenen Geburt beginnen lässt, aber über spätere Ereignisse als Zeitzeuge berichten kann.
Sein Stil, der weitestgehend auf rhetorische Ausschmückungen verzichtet, wird als nüchtern und teilweise schwerfällig kritisiert. Ohne Thukydides’ stilistische Brillanz strebt Polybios, dessen Griechisch bereits an der Koine orientiert ist, nach eigener Aussage nach Aufdeckung der historisch-politischen Wahrheit und nach verständiger Belehrung, wobei seine Darstellung, wie gesagt, nicht frei von Tendenz ist: So werden Römer und Achaier grundsätzlich positiv dargestellt, aristokratische Staatswesen gegenüber demokratischen bevorzugt. Ferner grenzt er sich deutlich von der „tragischen“ Geschichtsschreibung seiner Zeit ab, die durch grelle Erzählungen gezielt Emotionen erzeugen wollte. Seine eingefügten Reden, die der antiken historiographischen Tradition entsprechend nicht als wörtliche Wiedergaben des tatsächlich Gesagten, sondern als Erfindungen des Geschichtsschreibers zu nehmen sind, bemühen sich, die strittigen Situationen und deren Beurteilungen so pointiert wie möglich herauszuarbeiten. Polybios wurde oft als analytischer Historiker, aber nicht als Schriftsteller oder wegen seiner Erzählkunst geschätzt.
Polybios ist zusammen mit Thukydides und Herodot einer der herausragenden griechischen Historiker der Antike. Zugleich ist er der einzige hellenistische Geschichtsschreiber, dessen Werk nicht ausschließlich fragmentarisch überliefert ist. In der modernen Forschung wird der Quellenwert seines Geschichtswerkes trotz mancher Probleme allgemein als sehr hoch veranschlagt, wobei nicht zuletzt seine universalhistorische und stark reflektierende Betrachtungsweise Interesse erregt.

## Ausgaben und Übersetzungen
- Des Polybios Geschichte. Übersetzt von A[dolf] Haakh. Hoffmann, Stuttgart 1858 (Neueste Sammlung ausgewählter Griechischer und Römischer Classiker. Band 25) (Digitalisate im Münchener DigitalisierungsZentrum: Bd. 1 [Buch I und II]; Bd. 2 [Buch III]; Bd. 3 [Buch IV und V]; Bd. 4 [Buch VI–VIII]; Bd. 5 [Buch IX–XI]; Bd. 6 [Buch XII–XIX]; Bd. 7 [Buch XX–XXX]; Bd. 8 [Buch XXXI–XL])
- Polybii Historiae. Hrsg. von Friedrich Hultsch, 4 Bände, Weidmann, Berlin 1867–1872. (Editio altera von Band 1: Weidmann, Berlin 1888)
- Polybii Historiae. Hrsg. von Ludwig Dindorf und Theodor Büttner-Wobst, 5 Bände, Teubner, Leipzig 1882–1904. (Editio altera von Band 1: Teubner, Leipzig 1922)
- Polybios: Geschichte. Übersetzt von Hans Drexler. 2 Bände, Artemis, Zürich 1961–1963. (Bibliothek der alten Welt)
- Polybius. The Histories. Griechisch–englisch herausgegeben und übersetzt von William Roger Paton, bearbeitet von Frank William Walbank und Christian Habicht, 6 Bände, Cambridge (MA) 2010–2012. (Loeb Classical Library)
- Polybios: Der Aufstieg Roms. Hrsg. von Lenelotte Möller, Marix, Wiesbaden 2010.
- Polybius. The Histories. Übersetzt von Robin Waterfield, Oxford University Press, Oxford und New York 2010. (Oxford World’s Classics)
- Polybios: Die Verfassung der römischen Republik. Historien, VI. Buch. Griechisch-deutsch herausgeben und übersetzt von Karl-Friedrich Eisen, überarbeitet von Kai Brodersen, Reclam, Stuttgart 2012. (Reclams Universal-Bibliothek 19012)